# Être une femme 2010
Albums de Michel Sardou
Les N°1 de Michel Sardou Confidences et retrouvailles - Live 2011
Être une femme 2010 est le vingt-cinquième album studio de Michel Sardou sorti le 30 août 2010.

## Genèse et réalisation
C'est Valérie Michelin, avec qui Michel Sardou avait travaillé pour l'album Du plaisir, qui a l'idée d'un album sur et pour les femmes. Elle estimait que le chanteur était en train de perdre une partie de son public féminin. La femme de Michel Sardou, Anne-Marie Périer, ayant fait le même constat, le thème de cet album sera donc les femmes. Sardou a notamment l'idée de réécrire les paroles de son tube de 1981, Être une femme, qui lui permet de faire un bilan de la condition féminine, 30 ans après.

## Chansons-phares
L'album contient la chanson éponyme, Être une femme 2010, qui est une version actualisée du succès Être une femme paru en 1981 sur l'album Les Lacs du Connemara. La bande-son est remixée par le DJ Laurent Wolf, dans une version  electro, et le texte écrit par Michel Sardou ne conserve de la version originale que le premier couplet et le court refrain. Tout comme la première version, elle connut une controverse provenant essentiellement de protestations féministes, telles celles d'Isabelle Alonso.
Cet opus offre également un duo avec Céline Dion, Voler, qui porte sur la passion de Sardou pour l'aviation. Au départ, la chanson ne devait pas être un duo. L'idée est venue de la choriste Delphine Elbé lors de l'enregistrement. La grossesse de Céline Dion a compliqué l'enregistrement de la chanson et du clip. Les deux artistes n'ont pu travailler directement ensemble.  En septembre 2014, dans On n'est pas couché, Sardou reconnaît ne pas avoir apprécié la réalisation de ce morceau, notamment en raison du fait que les deux artistes aient dû enregistrer leurs parties séparément et que le vidéo clip ait été tourné sans lui.

## Pochette
La pochette et le livret de l'album sont confiés au dessinateur Romain Hugault, passionné d'aviation comme Sardou. Il réalise un dessin par chanson mettant en scène une pin-up et le monde de l'aviation. Aucune photo du chanteur ne figure dans le livret.

### Liste des titres
| No  | Titre                                                     | Paroles                            | Musique                       | Durée |
| --- | --------------------------------------------------------- | ---------------------------------- | ----------------------------- | ----- |
| 1.  | Et puis après                                             | Michel Sardou                      | Jacques Veneruso              | 3:38  |
| 2.  | Être une femme 2010                                       | Michel Sardou                      | Jacques Revaux - Laurent Wolf | 3:30  |
| 3.  | Voler (en duo avec Céline Dion)                           | Michel Sardou                      | Jacques Veneruso              | 3:45  |
| 4.  | Chacun sa vérité                                          | Michel Sardou                      | Jacques Veneruso              | 3:11  |
| 5.  | Elle vit toute seule                                      | Michel Sardou                      | Jacques Veneruso              | 3:23  |
| 6.  | Ça viendra forcément                                      | Michel Sardou                      | Daran                         | 3:29  |
| 7.  | Rebelle                                                   | Michel Sardou - Didier Barbelivien | Didier Barbelivien            | 2:50  |
| 8.  | Une corde pour se noyer                                   | Michel Sardou                      | Jacques Veneruso              | 3:32  |
| 9.  | Soleil ou pas                                             | Michel Sardou                      | Jacques Veneruso              | 3:32  |
| 10. | L'Humaine différence                                      | Michel Sardou                      | Daran                         | 3:30  |
| 11. | Les Nuits blanches à Rio                                  | Michel Sardou                      | Daran                         | 3:13  |
| 12. | Lequel sommes-nous ?                                      | Michel Sardou                      | Jacques Veneruso              | 2:48  |
| 13. | Une femme extraordinaire (sur la version Édition Limitée) | Michel Sardou - Didier Barbelivien | Didier Barbelivien            | 3:03  |

## Classements
| Pays                   | Meilleure position | Entrée            | Sortie            |
| ---------------------- | ------------------ | ----------------- | ----------------- |
| France                 | 2                  | 4 septembre 2010  | 13 août 2011      |
| Belgique (Francophone) | 1                  | 11 septembre 2010 | 16 avril 2011     |
| Belgique (Flandre)     | 45                 | 11 septembre 2010 | 25 septembre 2010 |
| Suisse                 | 10                 | 12 septembre 2010 | 21 novembre 2010  |